# 阿部守太郎暗殺事件
阿部守太郎暗殺事件（あべもりたろうあんさつじけん）は、1913年（大正2年）9月5日、東京府東京市赤坂区霊南坂町（現・東京都港区六本木一丁目）で、外務省政務局長の阿部守太郎が襲撃され、翌6日に死亡した暗殺事件。同年に中華民国の南京で発生した邦人虐殺事件（南京事件）に対する外務省の対応に不満を持つ青年、岡田 滿（18歳）と宮本 千代吉（21歳）による犯行であった。
事件後に実行犯両名は逃走したが、9日に岡田は割腹自殺。宮本は船で大連へ逃亡しようとしたところを逮捕され、犯行を教唆したとして岩田愛之助、実行犯2人を隠匿したとして鬼倉重次郎・眞繼義太郎・本告辰二が逮捕された。裁判で、宮本と岩田は無期懲役、鬼倉・眞繼には罰金刑、本告には執行猶予付きの懲役刑が確定。のちに宮本は病死、岩田は懲役13年に減刑されて出所している。
一般的には阿部政務局長暗殺事件と呼称される。

## 概要
1913年（大正2年）、第二革命下における中華民国（支那）で、北軍により邦人3人が虐殺される南京事件、軍人が監禁・凌辱される漢口事件・兗州事件が発生した。これにより日本国内の世論は沸騰し、山本權兵衞内閣の対応が軟弱であるとの声が、軍部などを中心に高まった。
南京事件以前より、清へ渡り辛亥革命の戦闘に参加した経験を持つ大陸浪人の青年、岩田愛之助（23歳）は東京府内で対支問題に関する集会を2回に渡って開催していたが、その中で福岡県から上京してきた青年、岡田滿（18歳）及び宮本千代吉（21歳）と知り合った。岩田の影響を強く受けた二人は、南京事件の発生後に阿部の暗殺を決意。9月5日、赤坂区霊南坂町の自宅へ入ろうとしていた阿部を、宮本が背後から抱きとめ、岡田が腹と右大腿部を短刀で刺した。阿部は翌6日に死亡した。
事件後、実行犯両名はそれぞれ、知人の鬼倉重次郎や眞繼義太郎、本告辰二らの協力を得て逃走。9日に岡田は弁護士の角岡知良の自宅を訪ね、自首に協力してもらえるよう依頼したが、角岡が警視総監を呼びに行っている間に、床に敷いた支那地図の上で割腹自殺を遂げた。宮本は船に乗って大連への逃亡を企てたが、12日に宇品で逮捕された。
宮本は殺人、岩田は殺人教唆、鬼倉・眞繼・本告は犯人蔵匿の罪に問われ、裁判で宮本と岩田は無期懲役、鬼倉・眞繼には罰金刑、本告には執行猶予付きの懲役刑が確定。宮本は獄中で慢性肋膜炎や腹膜炎などを発症し、1917年（大正6年）4月26日に病死した。岩田は懲役13年に減刑され、1925年（大正14年）5月10日に出所、のちに右翼団体の愛国社を結成した。本告は支那へ渡航し、満蒙独立戦争に参加して戦死。鬼倉は1916年（大正5年）1月12日、大隈重信を爆弾で襲撃したが失敗し、懲役12年に処せられた。
本事件を契機として、その後世論は更に激昂した。また、日中平和政策を推進していた阿部の暗殺により、これ以前に発生した伊藤博文暗殺事件も相俟って、軍部・右翼の陣営はますます勢力を増していったとされる。

## 実行犯

### 岡田滿
岡田 滿（おかだ みつる、1894年〈明治27年〉12月17日 - 1913年〈大正2年〉9月9日）は、福岡県鞍手郡勝野村大字勝野字小竹小字峯畑（現・小竹町勝野峰畑）に生まれた。両親の名は、眞繼（1920）では父・岡田菊松と母・すよ、白柳（1930）所収の岡田の手記では、父・岡田喜六と母・フヂとなっている。

#### 生い立ち
父母は滿の誕生以前に一男一女を亡くしていたため、深い愛情を受けて育てられた。身体は病弱で、少し風邪を引くとすぐに気管支カタルの症状が出て心配されたという。
1899年（明治32年）12月11日、末妹のギンを出産した直後の母が死去。ギンは他家へ里子に出され、家には滿と3歳の妹の芳野が残された。その後、母の妹のすゑが父の後妻となり、滿は3人の異母兄弟と共に育つこととなった。継母との関係は良好で、継母のすゑは人に会うごとに、滿の孝行ぶりを褒めてやまなかったという。
1901年（明治34年）4月、勝野村立勝野尋常小学校（現・小竹町立小竹南小学校）に入学。2年時には「学力優等品行方正」として、賞与の石盤と紙挾みを贈られている。岡田は尋常小学校時代を「……校長初め諸先生は親切に御教授なされ、楽しく愉快に勉強することが出来て、幸福にその日その日を送つたのだ」と振り返っている。
1905年（明治38年）には尋常小学校を修了し、同所の高等科に入学。3年に進学してのち、福岡女子師範附属小学校へ転勤することとなった教師が、福岡市へついてくるように滿を勧誘。父親の諒解を得て教師と共に福岡市へ向かい、福岡男子師範学校附属小学校に転校した。勝野村を去る際、父は「お前だけは帝国大学までやるつもりだから」と滿に告げている。しかし同年10月に父が死去。帝国大学進学は不可能となり、滿は村へと戻って、再び勝野尋常高等小学校へと通学することとなった。
父の死後、継母は再婚し、兄妹らはそれぞれ別の親戚らに引き取られて離散。滿は同村の時計商である伯父の元へと引き取られた。この伯父の元で、岡田は時計修繕の仕事に従事するようになった。器用に仕事をこなし、養父母との関係も良好だった。

#### 同盟休校事件
しかし学校では1910年（明治43年）10月頃、教師と意見が合わなかったことから仲間らと共に同盟休校を行い、以後登校しなくなった。このストライキは、ことあるごとに生徒に体罰を加える教師の存在が原因であったとされる。生徒らは話し合いを行い、この教師を学校から追放するため、無断休校を実施することを決定。翌日、実行に移した。
学校では大騒動となり、他の学級の生徒らをも動員して休校した生徒たちを迎えに行かせた。その後、休校に参加した生徒たちを集め、校長により無断休校の理由の訊問が行われたが、誰も口を開くものはなかった。そこで岡田は「僕たちが学校を休んだに就ては、何も理由がなくて休んだのではありません。大に理由があります」と発言して意見を述べた。親友の島本源八は、この際の岡田の姿を「而して此時独り起ちて、正々堂々縷々数千言、おのれのいはんと欲する所を、怯めず臆せずやつてのけ、生徒の為に万丈の気焔を吐きしものは、実に後年の少年英雄岡田滿其人なりき」と書き記している。
本事件により、岡田は他の生徒2人と共に無期停学となった。第二学期の終了後、通信簿でほぼ全てが甲点である中で「行状」が最低評価の丁点となっているのを見た岡田は、退校を決意。翌年の元旦に退校届を校長へ提出した。その後、嘉穂郡大谷村の大谷尋常高等小学校（現・飯塚市立幸袋小学校）に入学を申し込んだが、郡をまたぐ入校ということで保留され、その後学校からの通知が何も来なかったため、結局入学していない。

#### 出奔と上京
その後は時計修繕の仕事を続けていたが、数え年で20歳の春に「ムザ／＼片田舎に朽ち果てんも惜し、如何にもして帝京に上らん」と志して出奔。叔父には下関から、「功成り名遂ぐるに非ずば二たび見えざるべし」との詫び状を送っている。
上京後は同郷の先輩の紹介で、京橋区木挽町の医師宅に、書生として住み込んだ。ここでは主人からの信用を得て、「薬剤学校に入学せしめん」とまで言われたが、志は他にあるとして去り、その後は新聞配達をしつつ正則英語学校（現・正則学園高等学校）で学ぶなどした。しかし仕事に忙殺されて学業もままならなかったため、同郷の頭山滿を訪ねて相談したのをきっかけに、政治問題に関心を持つようになる。4月、両国国技館で催された対米問題国民大会で、中村春吉・鬼倉重次郎らと知り合い、鬼倉夫妻及びその知人の眞繼雲山と、巣鴨で同居することとなる。
この時期、対米問題や対支問題、電燈問題、米価高騰問題などが取り沙汰され、東京市内で多くの政談集会が催されていたが、岡田は青年らが主催する集会に携わり、広告ビラを撒いたり、会場準備を行うなどしていた。こうした問題の中でも、岡田は特に支那問題に強い関心を持っており、支那通の青年である岩田愛之助に兄事したり、支那への渡航や支那語の学習を試みたが、これらはいずれも上手くいかなかったとされる。また、支那浪人の荒尾精（東方齋）を深く崇拝し、谷中墓地にある墓への参詣もしばしば行っていた。不平や煩悶を抱いたときなどは、夜を徹して墓前に佇むこともあったという。

### 宮本千代吉
宮本 千代吉（みやもと ちよきち、1893年〈明治26年〉 - 1917年〈大正6年〉4月26日）は、福岡県企救郡足立村大字足原195番地（現・北九州市小倉北区足原）で、父・宮本政治郎のもと、4人兄弟の次男として生まれた。事件当時は21歳、住所不定の無職。
小学校を卒業後、福岡県立小倉中学校（現・福岡県立小倉高等学校）に入学するが、軍人を志願して2年で中退。多数の学友と共に熊本県へ行き、熊本陸軍地方幼年学校の試験を受けたが、合格したのは宮本のみであったという。
熊本陸軍地方幼年学校を卒業後、1910年（明治43年）9月に東京陸軍地方幼年学校に入学し、第二中隊に編入される。1913年（大正2年）5月に卒業予定であったが、同期生と格闘する事件を起こしたため、5月27日に退学処分を受ける。のちに眞繼が格闘の原因を訊いたところ「学生の癖に香水や絹ハンカチを持つてゐたからです」云々と答えたという。
退学処分後、5月29日に一度帰郷したが、7月2日に再度上京。どこへ入学することもなく下宿屋を渡り歩く中で、次第に政治に興味を持ち始め、7月末に岩田愛之助と知り合う。岩田はしばらく宮本を自宅に滞在させてのち、8月下旬、麴町紀尾井町にある善隣書院へと宮本を入学させた。岡田とは7月24日に青年会前の演説会で知り合って以降、支那問題について研究討論を共に行っていた。
眞繼は宮本を「資性大胆、頭脳明徴」と評し、一方で後年は勉学を廃して周囲から遅れを取り、成績に見るべきものはなかったとして、「幼時の俊才も半途志を失して、遂に青春の前途を誤まるに至る」と惜しんでいる。

## 共犯
- 岩田 愛之助（いわた あいのすけ） - 当時23歳[60]。1890年（明治23年）生まれ、兵庫県姫路市竹田町出身。号は愛公。幼時に両親を失い、呉服店の養子に入るが、のちに情人と巨額の財産を捨てて上京。傷害罪で前科2犯。1911年（明治44年）に清で辛亥革命が勃発すると、清へ渡り戦闘に加わった[61]。退去命令で帰国してのちも支那に関する研究を続け、第二革命が勃発すると自ら資金を調達して、2回に渡り青年会館で演説会を開催した[62]。
- 鬼倉 重次郎（おにくら じゅうじろう） - 浪人。事件当時36歳で、関係者の中では最年長だった[63]。
- 眞繼 義太郎（まつぎ よしたろう） - 元新聞記者、元『大國民』編集長。事件当時は本郷区で印刷・出版社「雲山堂」を経営しながら、政治活動にも身を投じていた。号は雲山[64]。岩田よりも1歳年長[65]。
- 本告 辰二（もとい たつじ） - 当時23歳、佐賀県出身[66]。宮本とは中央幼年学校時代からの友人で、学年は一つ上だった。1912年（大正元年）5月の卒業間際に理由があり退学、事件当時は善隣書院に寄宿していた[67]。

## 背景

### 南京事件発生
1913年（大正2年）、中華民国（支那）では第二革命が勃発。この最中、以下のような「侮日事件」が次々と発生した。これら三つの事件はいずれも日本人と北軍兵士の間に起こったものであった。
9月1日、南京は陥落し、張勳の率いる北軍が、北極閣に司令部を置いて占拠した。北軍はここで、非武装の南軍新募兵数百名を斬殺したほか、市民に対して多くの掠奪や強姦を行った。日本国旗や赤十字旗を掲げているにも拘わらず、日本人医師宅2名が掠奪の被害に遭い、そのほかに十数戸の日本人商店も同様の掠奪を受けた。更に一時的に領事館へ避難していた日本人4名が用事のため帰宅した際、北兵による掠奪を受け、領事館へ戻ろうとしていたところで張勳の兵による攻撃を受けた。この日本人らは国旗を所持して日本人であることを弁明していたにも拘わらず、その場で1人が射殺され、1人が銃剣により殺害された。また1人も同様に腹部を貫かれ、翌日死亡した。これを南京事件という。また、日本国旗は引きずり降ろされ、引き裂かれたり、泥の上で踏みつけられたりされた。
そのほか、8月3日には支那駐屯兵所属歩兵大尉の川崎亨一が通訳と共に、津甫鉄道で兗州府から済南へ向かおうとしていたところ、車両内で北軍の兵士らに捕らえられる事件も起こった。川崎は身分を証明し、かつ護照を所持していたにも拘わらず連行され、兗州府の武営前軍共営に拘禁された。そしてようやく8日午前に解放された。これを川崎大尉監禁事件または兗州事件という。
更に8月11日午後6時、漢口派遣隊附歩兵少尉の西村彦馬が兵1名と共に江岸停車場附近を散歩していたところ、停車場内で24、5名の支那兵に包囲された。そして軍帽・軍服・指揮刀を奪われた上、同伴の兵と共に殴る蹴るの集団暴行を受け、停車場内の柱に約10分間緊縛された。それから廠舎内で柱に再度吊るされ、1時間に渡り氏名や哨舎附近に来た理由を詰問された。午後10時に漢口鎮守使参謀長の張厚森が来てのち、ようやく西村は解放された。これを西村少尉凌辱事件、または漢口事件ともいう。

### 外務省の対応
こうした事件の連続に、日本国内の世論は沸騰。特に軍人・野党・対支政客からは、これら3事件への山本權兵衞内閣の対応は、非常に軟弱緩慢であるとの非難攻撃が起こった。陸軍の憤激は特に激しく、中将の大島浩を初めとして、南京への出兵・占領の必要があると主張された。しかし外務省では、国旗汚辱とはいえ公館軍艦等に掲揚されたものでなく、事態も明らかでないため調査する必要があるとして、陸軍の主張に同意しなかった。
阿部は新聞の取材に対して、「世間では国旗が侮辱されたといつて重大のことのやうにいふが、要するに国旗は一つの器具に過ぎぬ。こんな問題で憤慨するのは愚なことだ」と発言した。また、この発言を問題視した者らが直接会見して糺すと、阿部は事もなげに発言内容を肯定した上、この発言を問題視する者を冷笑するような態度を取ったとされる。この出来事が、世間の憤激を一層買うこととなった。

## 暗殺計画

### 暗殺計画以前
7月中旬に「独立青年党」が神田青年会館で「対支問題第一回演説会」を開催。演説者による南方支援の主張、外務省の無能を痛罵する演説が繰り広げられた。岩田愛之助はこの演説会のために奔走し、自らも「伊集院と袁世凱」の題で演説を行っている。7月24日には岩田は大阪で資金を調達して、同所で第二回演説会を開催。檄文ビラ数万枚を、自動車で東京市中に撒布した。
第二回目の演説会は、眞繼によれば「南方声援と云ふよりも寧ろ外務省攻撃、外務省攻撃と云ふよりも寧ろ阿部局長攻撃の為に開かれたるやの観あり」というものであったという。登壇者たちは「阿部斬らずんば蒼生を如何」と相次いで主張した。
白柳（1930）や荒原（19--）によれば、岡田は南京事件発生後、外務省へ阿部を訪ねて直談判していたとされる。白柳はこの事実が、1914年（大正3年）3月8日に井上汲孜・本城安太郎・宮川一貫の3人が、岡田の霊前に捧げた祭文によって確かめられるとしている。これによれば岡田は、南京における邦人虐殺や国旗蹂躙の問題について、阿部を訪ねて意見を陳述した。
しかし阿部はこれに対し、「傲然トシテ、殆ド誇大妄想的自負ノ絶頂ニ上リテ曰ク」、「外務省ハ外交ノ専売権ヲ掌握セリ」「輿論ハ愚論ナリ。毫モ採ルニ足ラズ」「現外務大臣牧野伸顯男ハ、温良恭謙ノ君子ナリ。現外務次官、松井慶四郎モ温謙ノ好紳士ナリ。余ハ第二の小村侯ヲ以テ自任セリ。故ニ現大臣、現次官ハ悉ク余ニ外交権ヲ一任セリ」と一蹴し、これが岡田の殺意の原因となったとされる。しかし眞繼（1920）にはこの会見についての記述はなく、後述の通り、岡田は阿部の顔を知らなかったため、犯行前に下見や尾行を行ったとしている。
小原直回顧録編纂会（1966）は、「外交方針がよくない、というので一政務局長を殺そう、というのは、今日の常識から考えると、いささか解しかねるが、この頃の政務局長は、大きな存在であった」とし、当時の外務省には通商局と政務局の2局しかなく、外政の全てを司る政務局の長である政務局長の地位は、現在の外務大臣にも匹敵するほど高く買われていた、としている。また、東京大学を卒業し、北京では駐支公使館参事官として活躍していた阿部が、伊集院彦吉と共に、「わが対支外交の実権を握る人物として目されていた」とも述べている。
田村幸策は事件の発生理由として2点を挙げ、阿部が「（一）南京事件に関し特別軍事委員を支那に特派するの不可なること並に（二）南京事件の為に支那の土地を占領するの不可なることの意見を述べたのが東京日日新聞に発表せられ南京事件其の他に対する外務当局の態度が軟弱であるとの印象を与へたことに基因するのである」と述べている。

### 暗殺計画開始
前述の南京事件が発生してのち、岡田は阿部守太郎の暗殺を決意。準備として、荒尾精の墓の拓本を取って短刀の柄に結び付けたほか、「斬奸状」を執筆して短刀と共に懐中に収めた。また、かつて書生を務めていた医師らに書籍を返却したり、借用していた約1円を返却したりした。更に事件前、自宅を去るに当たっては、所有物の一つ一つに「峯へ」「呈島本兄」「村上氏より拝借せしもの」などと書き記した付箋を貼り付けている。
眞繼によれば南京事件後、岡田による「阿部を刺さん」との決心は徐々に固いものになりつつあったが、宮本はこれを察知しつつも、最初は賛否のどちらの態度をも取らなかったとされる。一方で本告は、宮本は後述の帰郷前から、本告と支那問題について話し合った際、「阿部がもっともいかん、あんな奴はやらねばならぬ」と語っており、本告は「いよいよやるな」と思っていたという。
8月27日、宮本は用事のため福岡へ帰郷し、9月2日に再度上京した。その際、新橋駅に宮本を迎えに行った岡田は共に善隣書院へと帰ったが、入浴後に周囲に人がいないのを確認して、宮本に暗殺を決心した旨を話し始めた。更に、既に準備していた短刀と「斬奸状」を宮本に見せてもいる。のちの小原直による取り調べの際、宮本は岡田が「斬奸状は自分が案文を作り、自分で書いた」と言ったと供述している。一方、これを宮本以外の人物に見せたかについては何も話さなかった。
宮本は岡田の決心を称賛し、自分も助力する旨を約束した。但し万一のことを考えて岩田に謀る必要があるとして、その日の夜のうちに宮本は岩田を訪ねている。眞繼（1920）によれば、岩田はウイスキーを飲んで「酔眼朦朧」とした状態で、このときの返答は「ナニ？　君が岡田の加勢をすると言ふのか、イヤそれも面白からう、併し阿部ぐらゐを遣ツ付けるのは、鎧袖一触、当身で沢山だ、物々しい兇器を用ゆるにも及ばぬ、素手でやれ／＼」というものだった。更に納得して去ろうとする宮本に、「可哀さうぢや、強いて阿部を殺すにも当るまい、斬奸の趣旨さへ達すれば司いのだから、帰つたら岡田にも然う言ふてやれよ」と付け加えている。
一方、宮本を取り調べた小原の回想によると、宮本はこのとき「岡田が阿部を討つというが、やり損うといけないから自分も一緒にやる」との決意を岩田に述べ、岩田もこれに賛成して、「岡田が承知したなら君も一つ尽力してくれ」と答えたため、宮本は一層決意を固くした、とされる。また、翌3日・4日も宮本は岩田を訪ねているが、これは「もはやこの世で会う機会もないので暇乞いのつもりで行った」とのちに宮本は語っている。
8月下旬以来、岡田は阿部邸の下見を繰り返している。岡田・宮本は共に阿部の顔を知らなかったため、9月4日の朝には邸宅から出てきた阿部を外務省まで尾行し、阿部本人であることを確認した。更に屋敷図を作成して計画を練った。阿部が通っていた待合を見張っていたある夜には、岡田は帰途で4回に渡り巡査の訊問を受けているが、懐中の「斬奸状」を包んだ新聞紙を開いたり、袴の下に隠した短刀に気付いたりする巡査は一人もいなかったため、岡田は難なく解放されている。
小原直回顧録編纂会（1966）によれば、岩田の外にもう一人の煽動者がおり、これは当時中野電信隊にいた陸軍中尉、入江種矩であったとされる。入江は「斬奸状を書いたのも、短刀を与えたのも自分である」と口外していたとされるが、岩田や眞繼はこの事実を公表しておらず、眞繼（1920）にも、入江に関する記述は存在しない。
また宮本は犯行前、本告に計画を打ち明けてもいた。この際、仲間に入るよう誘うことはしなかったが、本告は「自分もやろうか」と思う一方、「川島浪速先生に迷惑を掛けてはいけない」として、思い留まっている。

## 事件

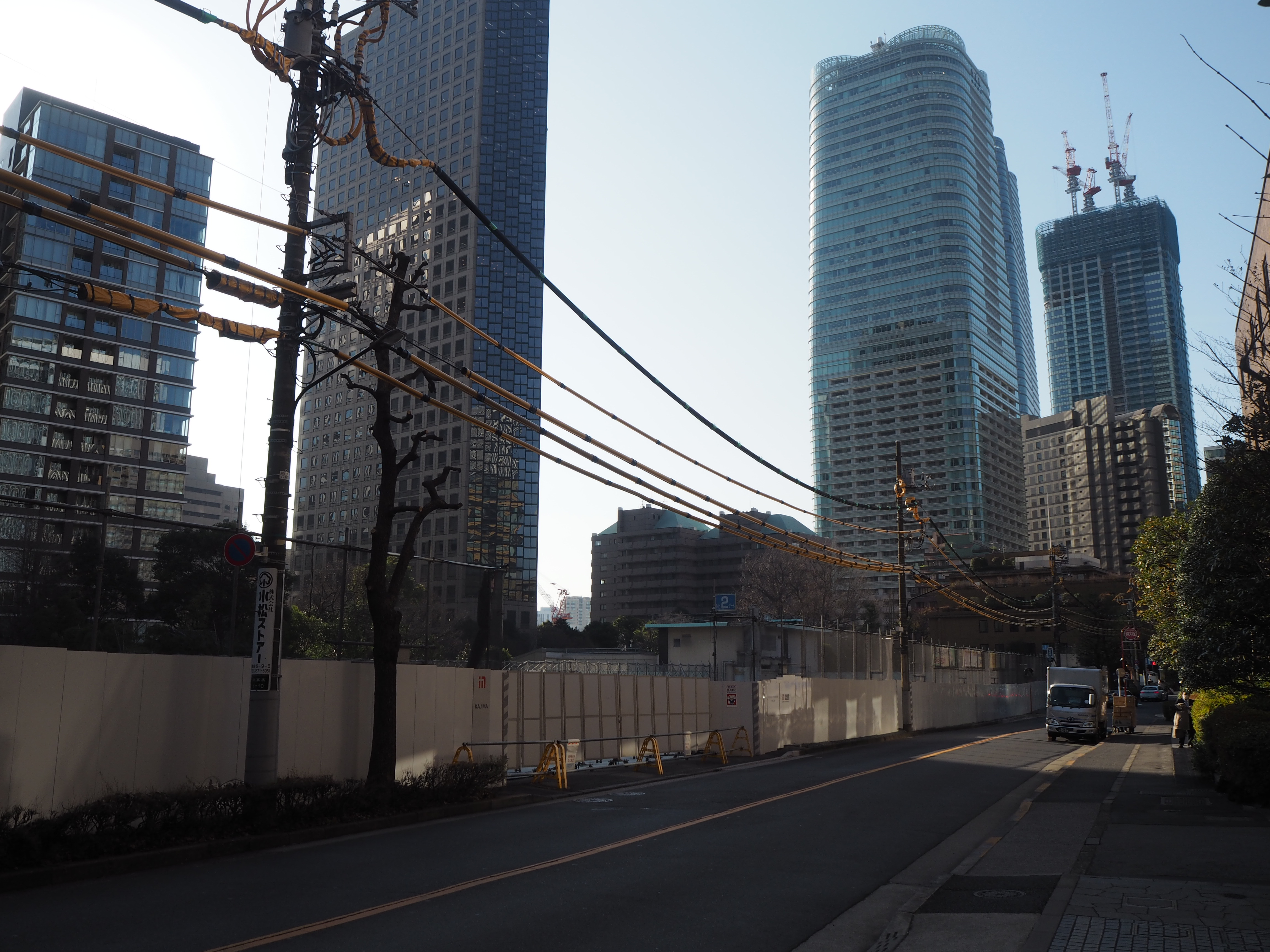
事件現場（2023年1月）

事件当日の1913年（大正2年）9月5日朝、岡田は宮本を訪ね、神田区神保町の支那料理店で昼食を取りながら話し合いを行っている。この日は駐支公使の伊集院彦吉が帰国する日であり、伊集院は午後4時に日本丸で横浜へ入港してのち、午後6時50分に新橋駅に到着する予定であることが、新聞で報じられていた。二人は伊集院の出迎えに阿部が来ることは確実であるとして、その帰途を襲撃することを決定した。そして、夕刻に霊南坂で待ち合わせることを約束して別れた。
岡田は午後4時頃に新橋駅のプラットフォームに到着。阿部の姿を確認し、葵橋駅までの切符を購入して自宅までの尾行を試みたが、予想に反して阿部は、虎の門で桜田門方面へ乗り換えた。阿部はこのとき、外務省に立ち寄ったとされる。
岡田は手持ちの金銭が不足していることから尾行を諦め、葵橋で下車して霊南坂へ向かった。そして宮本と合流し、坂の途中に身を隠した。このときの岡田の服装は、黒縦縞の筒袖小倉の袴に、すり減った薩摩下駄を履き、麦わら帽子をかぶっているというものだった。
午後7時半頃、現れた阿部は赤坂区霊南坂町31番地の自宅へと入ろうとした。そこへ現れた宮本が背後から阿部を抱きとめ、岡田が前方から短刀で、阿部の中腹部と右大腿部を刺した。阿部は傷を押さえて「アイタヽ……此野郎泥棒々々」と腰を屈めかけたが、再度伸び上がり、右手に持っていたステッキを振り回して反撃。このとき、ステッキは岡田の額を打擲している。
阿部の叫び声を聞きつけて、このとき邸内にいた妻の生子、子女の守英や千代子は一斉に玄関へ飛び出した。阿部は負傷しながらも犯人を追跡しており、霊南坂町と麻布市兵衛町の境の暗闇坂で犯人を追いつつ、「泥棒だ捕へろ」と大声を発した。この声を聞きつけ、集まってきた近隣住民も犯人を追い掛け始めた。このとき追われていた犯人というのは岡田であり、一方の宮本は難なく霊南坂方面へ逃げ去ることに成功している。
岡田は、麻布谷町の山谷通りで野次馬に包囲されたが、凶器を振り回して周囲を威嚇し、群衆がひるむ隙を突いて福吉町通り一番地の角を折れ、氷川町方面へと逃走することに成功した。そして、氷川神社の森に身を隠した。
阿部は周囲の人間が犯人を追い掛け始めたのを見ると、気が緩んだのかその場に倒れた。その時丁度警邏中であった巡査と家族とが阿部を支えて邸宅へ入り、客間へと横たえさせた。直ちに近隣の医師が呼ばれ、応急措置が施された。
阿部は、当日の午後8時から9時頃までは意識は明瞭で、「手術して呉れ」と繰り返し叫んでいたが、やがてハーハーと息を洩らすのみとなった。傷は、大腿部の出血は多量であった一方、腹部からの出血は少なく、血が体内に溜まっていたことが致命的であったとも、腹部からの出血は甚だしかったともされる。いずれにしても、腹部の傷は内臓に達するもので、これが致命傷となった。医師らによる措置も功を奏さず、6日午前11時頃、阿部は死亡した（42歳没）。
阿部の葬儀は10日午後3時、青山斎場で営まれた。

## 捜査
警視庁では直ちに管内の各警察に急報を伝え、全ての私服巡査を召集して非常線を張った。安樂兼道警視総監は、自ら阿部宅を訪れて現場を視察した。外務省からは牧野伸顯外相、松井慶四郎外務次官その他多数が見舞に訪れ、安樂総監と話し合いを行っている。
翌日の新聞では既に「其兇行原因として、伝ふる所に依れば、曾て阿部氏が、対支問題の演説中に、暴に対し暴を以てするは、国際道義に悖るてふ文句に憤慨するならんかと」と報じられており、これは的中している。翌日の午後には、阿部宅へ「九月五日夜　憂国男子」と差出人の名が書かれた「斬奸状」が届いたことから、犯人が右翼方面の人物であることが確かめられた。内容は以下のようなものだった。

### 岡田の逃走
当初、岡田は阿部を殺害してのち、死体の上に「斬奸状」を載せ、その傍らで切腹する予定であった。しかし予定通りにはいかず、更に阿部を無事に死に至らしめたかにも確信が持てなかった。そこでひとまず鬼倉を訪ねて逃走資金を求めることにし、神社を出て凶器の短刀を川へ捨て、「斬奸状」を阿部邸に宛ててポストへ投函した。
岡田が北豊島郡巣鴨村新田2328番地の鬼倉重次郎の自宅へやってくると、鬼倉本人は入浴中で、岡田は応対した妻に「面白い事をして来ました」「実は喧嘩して来ました！」と説明した。そして風呂から上がった鬼倉にも、格闘をしてきたこと、刑事の追跡があるかもしれないため逃走の旅費を用立ててほしいことを伝えた。予審文によれば、岡田は「先に他人と格闘し自分亦負傷す、然れども生命は既に国家に捧げ居るを以て徒らに格闘を為す者にあらざれば幸に意を安んぜよ、而して今や刑事巡査の追跡を受けんとせり、直ちに逃走の旅費を給せられたき」旨を訴えたとされる。
鬼倉は事情を察しつつもこれに応じて、手持ちの3円を岡田に与え、残りは到着先より打電して求めるように伝えた。岡田は金を受け取り、血の付着した衣服を着替えて鬼倉宅を出た。
鬼倉宅を出た岡田は、新宿駅から国分寺方面の列車に乗り、乗客の夫婦を尾行して同じ宿に宿泊。宿の者から、翌日は所沢飛行場で飛行機の縦覧が行われると聞いたため、翌日の午前中はその見物をし、正午に川越へ移動。下谷西町で鬼倉へ打電し、「岡本日出男」の偽名で久保町の増山舘に宿泊した。また、金員受取に必要な「岡本」の認印も用意している。
翌朝、岡田から鬼倉の元へ「川越局にて待つ」との電報が届いた。これを受け取った鬼倉は、友人の眞繼の元へ相談に向かっている。眞繼（1920）によれば、鬼倉は『國民新聞』に阿部遭難の記事が出ているのを見て、犯人の男の特徴が岡田に類似していることから、一旦送金を見合わせることにし、同日の夕方に眞繼義太郎（雲山）を訪ねて相談したとされる。二人は近所の洋食屋で話し合ったが、両者共に犯人は岡田であることを確信しており、「今に至つて取るべき道は唯自首あるのみ、潔く自首せしむるに如かず」との結論で一致した。
一方、小原直回顧録編纂会（1966）は、鬼倉は眞繼の元を訪ねた理由は、岡田への送金のための、金策の依頼であったとしている。眞繼は同志から5円を借り、自身の金と足して川越の郵便局へと向かった。この下りは予審決定書では、眞繼は鬼倉から「岡田滿が阿部政務局長を殺害して逃走し目下川越町に在るも到底逮捕を免るべきにあらざれば、此際本人をして帰京の上自首せしむるに如かず仍て同地に到り同人を連れ戻り呉れ」との依頼を受け、これを承諾したとしている。
眞繼は、翌7日午前6時に新宿駅から川越へ向かった。午前9時に自動車で郵便局へ到着し、待機していたところ岡田が入ってきたため、共に外へ出た。道中で岡田は「阿部さんは死にました歟」と尋ね、返答を聞いて「それで安心だ」と答えている。眞繼によれば岡田は元気で、歩きながらどのように阿部を刺したかを説明し、手真似などをしてみせたため、眞繼にたしなめられている。午前10時に二人は飲食店へ入って話し合いを行い、岡田は事件は自分一人で決行したことにして、全ての責任を引き受ける旨を話した。話を聞き終えた眞繼は自首を勧め、岡田も別段異存はないが、まだ話したいことがあると述べた。眞繼は列車内で話すことを提案し、午前11時の列車に乗り込んだ。車中でも岡田は眞繼の持ってきた新聞を読みながら、「こんな嘘が書いてある」などと、子供らしい笑みを漏らしていたという。
しかし岡田は次第に自首に後ろ向きになり始め、ではどうするのかという眞繼の問いに「ですから詳しく話したいのです」「私の考へが混み入つて居るから、車中では出来ません」などと主張した。二人は国分寺駅で下車し、駅前の待合茶屋で再度話し合ったが、岡田の態度は自首以外の選択肢を求めようとしているかのようなものだった。やがては「私は什うしても自首は厭です！」「眞繼さん、自首する位なら、私は潔く自殺します。自首をすれば第一他の人に迷惑を掛ける、其上首を縊つて殺されたのでは、私の面目に関する、縦し死刑を免れたとしても、十年も二十年も、牢獄生活をする位なら、自殺した方がドノ位いゝか分らん」と主張した。更に死ぬ前に支那へ渡り、袁世凱を刺したいとの旨を述べたが、眞繼はこれに賛成しつつも現実的には不可能であると諭し、岡田も「眞繼さん！　私は潔く自殺しよう！」と述べた。眞繼はこれに対し「死ねと勧めはせぬが、強ち不賛成でも無い」と答えている。
最終的に眞繼は岡田に、当局は事件の背後に大きな力があると考えて恐れているし、民軍に対しては意気を上げる効果を上げているが、岡田の犯行であるとわかればその効果も消えてしまうと述べ、「命を惜みて縲紲の辱めを受けざれ、而も亦時銀を極ふに於て、自重して早まること勿れ」と勧めている。その上で処決までは警視庁に対しては無言を貫くことを約束。新宿駅まで同行して、駅外で別れている。

### 岡田の自決

#### 自決決行
眞繼と別れた後、岡田は中野電信隊の陸軍中尉入江種矩を訪ね、しばらくは兵営にかくまわれていたとされる。このときに入江は、岡田に割腹の方法を教え、短刀を与えた。更に弁護士の角岡知良へ電話を掛け、「岡田が行くからよろしくたのむ」と述べている。
9日の午後10時頃、岡田は牛込区津久戸町にある弁護士の角岡知良の自宅を訪れ、「秘密に御願ひ申したきことあり」として主人への面会を求めた。当時角岡宅の1階では来訪した数人の青年が議論をしていたため、2階へ招き入れて来意を尋ねると、「私は岡田滿と云ふ者にて、五日夜阿部局長を刺した当の犯人であります」と述べた。そして事件後、相手の生死を見届けなかったため一旦逃走したこと、その後自ら自首しようとしたが、その途中に無名の巡査に逮捕されるのも残念だから、角岡の助力で直接警視総監に自首したい、との旨を説明した。角岡はこれを了承して岡田を臥床させ、階下の青年らを解散させた上で、自動車で安樂兼道総監の自宅へと向かった。
角岡から事情を聞いた安樂は直ちに山本捜索係長を呼び、刑事3人と共に角岡宅へと向かった。2階の部屋へと踏み入ると、岡田は床に支那地図を広げ、その上で割腹自殺を遂げていた。用いられたのは黒鞘9寸5分の短刀で、臍下の左腹に突き刺した上で真一文字に右方向へ切り裂き、引き抜いて喉へ突き刺し、頸動脈を切断していた。短刀は極めて鈍っていたため一度では頸動脈を切れず、再度突き刺した跡があった。現場には用意してきた遺書が残されており、余白には角岡へ迷惑を掛けたことへの詫びの言葉が書き添えられていた。また、流れる血を左手で受け、敷いていた地図の満洲の部分を、日本と同じ赤色に塗り潰していたともされる。
遺体は11日、落合火葬場で荼毘に付され、12日午前10時より11時半まで、谷中全生庵で葬儀が営まれた。喪主は角岡が務め、田中舍身、前川虎造、大原武慶、末永純一郎、古島一雄、伊東知也といった著名人のほか、青年団員など200名が参列した。戒名は勇猛院義滿居士。その後、岡田は同院墓地に埋葬された。墓碑の文字は角岡の依頼を受けて、岡田が慕っていた頭山滿により揮毫された。
また、割腹の際に使用された支那地図は全生庵に納められ、本堂に掲げられていたが、太平洋戦争末期の空襲により焼失し、現存しない。
後年、犯行後に岡田が立ち寄った神田松本亭の女将・松本フミは、『日本週報』376号に回想を寄せている。松本は、岡田の切腹は内田良平や頭山滿が相談した結果であるとし、「……背後関係もあるので、年若い岡田さんに自首して出せば、きっと背後関係を洩してしまうかも知れない。どうせ自首しても岡田の死罪はまぬがれないであろう、この際岡田を興亜の志士として、立派に最期をさせ、後世の国士奮起の範とした方がよいではないかということになり、岡田さんもその気になり、その頃私が神楽坂で家を持たせていた角岡知良さんの家で、腹を切らせることにいたしました」と証言している。清原（2003）は「おそらくこれが真相であろう」とし、「岡田が見も知らぬ弁護士の角岡を訪ねたことも、見事過ぎる切腹の状況も、盛大すぎる岡田の葬儀もその理由が判然としてくるからだ。岡田の切腹には内田や頭山の配下の者が手を貸してやったのだろう。角岡もそれを見届けて警視庁に向かったものと思われる」としている。

#### 遺書
死体の傍らには血にまみれた「書置」があり、これは長らく警視庁に没収されていたが、のちに全文が明らかになっている。この遺書で岡田は「斬奸後、潔く其場に於て處決せんと欲せしも、效果の如何を見屆くる迄、しばし殘軀を生き長らへたり」と逃走の理由を説明し、更に「實行者は不肖一人」と、単独犯を主張している。また、暗殺実行の模様を説明しており、それによれば「阿部局長は腰をかゞめ、極めて微聲を以て、アイタ……ドロボー／＼と云ひ、僅かに一間半追ひ馳せるのみ。其みすぼらしき事甚だし。之を大久保公の當時に比すれば、其最後の差違天淵もたゞならず」としている。また、「實行の原因は、斬奸状の通りなるも、私人としての阿部氏には、何等憤怨あるなし。いはんや其遺族をや。茲に金二圓香花料として、私人としての阿部氏の尊靈に奉る」として、1円紙幣2枚を同封していた。
また、郷里の伯父夫婦宛の手紙も存在し、そこには次のように書かれていた。

### 共犯らの逮捕
眞繼が岡田と別れた翌8日には、雲山堂にも家宅捜索が入った。帰宅してそのことを知った眞繼は、知人から金員を借用して再度戻り、店員に後を任せてすぐ裏手の待合に隠れた。その後は浪人仲間である井上王山の自宅に一泊し、翌9日朝早くに井上宅を出て、知人の戸叶民堂の自宅を訪ねたが、来客が多く出入りしていたため宿を乞うことを断念。しかし2階を貸間にしている家の貼り紙を見つけたため、すぐに契約を結んで潜伏場所とした。
一方、鬼倉は戻らない眞繼らを待ち続けていたが、8日の朝に警視庁へ連行された。
11日朝、宇都宮に潜伏していた眞繼は『下野新聞』で岡田の自刃を知り、「此の上は唯自首あるのみ」と自首を決心した。貸間を引き払って午後5時18分の上野行の列車に乗り込み、午後8時半に上野駅へ到着してのち、車で日比谷の警視庁へと向かい、山本捜査係長への面会を依頼して自首した。
15日午前6時には、岩田は以前より師事していた田中舍身の自宅を訪れ、自分は断じて事件には関係していないが、二人に事件を起こさせた原因は自分の発言にあり、道徳上の罪人であることから、田中の一喝を最後に受けた上で、谷中全生庵へ行って自刃したいとの旨を述べた。田中はその行為は余りに生命を軽んずるものであるとして、自首するよう岩田を説得。岩田がようやく承諾したのち、裁判所から弁護士2人を呼んで、直接検事正官舎まで岩田を送り届けた。岩田は警視庁へと連行され、翌日には東京監獄へ収監された。
岩田が自刃の決心に際し、総理大臣の山本權兵衞へ宛てて書いた手紙には以下のような内容が記されていた。

### 宮本の逮捕
事件後、宮本は善隣書院へ戻り、本告辰二に事件のことを打ち明けて善後策を相談した。本告は心配した宮島大八に依頼されて宮本に会ったともされ、この際に宮本は「岡田とともにやったが、そのときの阿部の有様は見苦しかった」と語ったとされる。相談を受けた本告は支那への亡命を勧め、6日午後7時頃、岩田を訪ねて相談している。或いは宮本のほうから本告へ、支那へ亡命したいから、岩田と会って話してほしいと依頼があったともされる。
これを受けて岩田は、黒龍会主幹の内田良平の紹介状を得て宮本を亡命させることを決め、7日の日比谷国民大会の後、黒龍会の進藤に、宮本の名は伏せた「山田四郎」の偽名で事情の説明を行い、内田の紹介状を要望した。しかし内田は了承しつつも、紹介状をすぐには与えなかった。その間に刑事の訪問があり、身の危険を感じた宮本は、旅費を調達して8日午後4時に品川駅から大阪行の急行列車で逃走した。この際に本告は、自身の洋服と鞄を宮本に与え、代々木まで見送っている。
9日朝に梅田駅に到着すると、宮本は「山田四郎」の偽名で大阪商船会社の永田一三を訪問。内田の紹介で来たと述べ、ロシア語と支那語を勉強するため大連へ渡るから、便宜を図ってほしいと要望した。末永は相手が紹介状を所持しておらず、真偽を証明できないことから躊躇したが、内田へ連絡したところ「宜しく頼む」との返電があったため安堵し、9日から10日にかけて、自宅の離れ座敷に宮本を宿泊させた。また、添書や乗船券の割引などの便宜を図っている。宮本は11日朝、大阪商船の汽船「嘉義丸」へ乗り込み、大連へと向かった。乗船場所は大阪市の築港とも、兵庫県神戸市ともされる。
宮本はこの在阪中、3回に渡って本告へ暗号電報を発信し、書留郵便1通を郵送している。11日の午後、本告が3通目の電報を解読しているところへ刑事らが踏み込んで電報と書簡を押収し、本告を連行した。本告は当初黙秘していたが、宮本が犯人であることは確実となったため、12日の午前1時頃、警視庁は大阪府警へ連絡し、宮本の逮捕を依頼した。大阪府警察部刑事課では、刑事の非常召集を行い、宮本が潜伏していると考えられる天下茶屋・住吉方面の捜索を行った。
しかしその後、既に宮本が嘉義丸に乗船していることがわかったため、大阪府警は嘉義丸の船長へ、無線電信で事の概要を連絡して注意を促し、12日朝に刑事2名を派遣。午前5時、嘉義丸が宇品に入港したところへ刑事らが踏み込み、「山田四郎」を探し出して連行した。
宮本は14日午前5時30分に数名の刑事と共に新橋へ到着。自動車で警視庁へ護送され休憩後、総監室で安樂警視総監と引見している。その後の取り調べで、犯行の状況を「沈痛なる調子」で詳しく語った。取り調べ後、宮本は地方室の留置場で休憩させられ、午前8時30分には護送馬車で検事局へ送られ、午後6時には東京監獄へ護送された。

## 裁判
1913年（大正2年）11月29日、宮本ほか4名に対する予審が終結し、予審判事の矢部桂輪による決定書が発表された。これにより、宮本は殺人、岩田は殺人教唆、鬼倉・眞繼・本告は犯人蔵匿により公判に付されることとなった。
予審決定書では、岩田は岡田や宮本と深く懇親を結ぶ中で、支那問題について「今や我国の外交は局に人を得ず、同胞の血を流して贏ち得たる満蒙を棄て顧みざるのみならず、簒奪の臣桀紂に等しき袁世凱を助けて鴟梟の慾を逞くせしむる帝国の前真に殆きものあり」と嘆じたとしている。また、南京事件が起こるとこれは伊集院や阿部の失政に基づくものであるとして、「特に阿部守太郎の如きは国事を忘れて日夜狭斜の巷に出入すとの風聞之あり、是れ憂国の士の坐視するに忍びざる所なり」と語り、これに感激した岡田が阿部の暗殺について相談すると「今にして之を除くに非ざれば遂に我外交は振ふの時なかるべし」として、岡田へ決行を慫慂したとしている。そして、岡田の決意に賛同した宮本が相談に訪れた際には「宜しく滿の為め空手以て協力すべし、兇器を持する勿れ」と述べたとする。
1914年（大正3年）3月26日午前11時より、東京地方裁判所刑事第一部にて、第一回の公判が開かれた（裁判長：小川悌）。宮本ら被告はいずれも「意気昂然」たる様子であったとされる。被告人らへのそれぞれ事実の審問があり、岩田は「（岡田・宮本の）両氏が僕の意見を聞き暗殺を敢行せりと云ふならば僕も其責任あるを感ずるものにして又法律が之を教唆なりとせば此罪を逸れんとするものにあらず」と述べた。
弁護士からは数人の証人申請があり、岩田が滞在していた佐々木安五郎宅の書生の秋本文治と、和田政吉、代議士の伊藤知也の喚問が決定している。佐々木宅の女中、伊藤かねと高橋たかの2人に関しては保留となり、閉廷となった。
4月27日午前10時半より、続行公判が開かれた。証人許可が下りたのは岩田の友人の和田政吉と女中の伊藤かねの2人であったが、両者とも「何事も知らず」と述べて証人調べは終了している。続いて乙骨半二検事の論告があった。
乙骨検事はまず「鬼倉の犯罪事実は罪人蔵匿と云ふにあり、其犯跡又明瞭なり」とし、「眞繼は事実上察すべき点あるも積極的に便宜を与へたるものなり」、「本吉（ママ）は宮本等が逃亡の為めあらゆる手段を講じて世話をしたるものにして三人中最も犯状の重きものなり」としている。
また、「宮本の所為には尚疑ふべき点あり被告は決して兇器を持たざりしと云ふも局長は断末魔に際し一名は前方より腹部を刺し、一名は後方より股を刺したりと云ふに徴しても、宮本の兇器を所持せる事明かなるが如し」として、宮本も兇器を持っていたと主張している。また岩田については「岩田は岡田、宮本を教唆せりと認むべき点十分なり」とのみ述べている。そして以上の事実から、本告を懲役1年、鬼倉・眞繼を本告より軽い刑に処し、宮本・岩田を同一刑に処すべし、とした上で、以下のように述べ、宮本・岩田に無期懲役を求めた。
論告の後、午後0時40分より休憩を挟んで、午後2時から再度開廷、弁論が行われた。鶴田・横山の二弁護士は、岩田について「宮本岡田の両人は先に暗殺を決意したるものにして岩田の助言によりて決意を生じたるものにあらざるは宮本等の陳述によりて明かなり故に教唆にあらず」として無罪を主張。そのほか、宮島・角岡・近藤弁護士が各被告のために減刑・無罪を主張し、閉廷した。
5月9日午前9時より、東京地裁にて開廷、小川裁判長より判決の言い渡しがあった。この際、被告らは既に覚悟を決めていたことから、判決を聞いて驚く様子もなく「泰然自若として微笑を浮べ居たり」という様子であったとされる。判決は以下の通り。
- 宮本千代吉 - 無期懲役
- 岩田愛之助 - 無期懲役
- 鬼倉重次郎 - 罰金80円
- 眞繼義太郎 - 罰金80円
- 本告辰二 - 懲役1年（執行猶予3年）

その後、岩田は判決を不満として控訴・上告したが、翌1915年（大正4年）1月16日、大審院で上告棄却の判決が下り、無期懲役が確定した。

## その後

### 宮本の病死
獄中の宮本について、1914年（大正3年）に「文筆上の理由」で東京監獄に収監された彌久哉は、「私の入監当時、阿部政務局長の刺客、宮本千代吉の監房がつい三つ、四つ先の方でした。絶えず差入品はある、絶えず面会人は来る、其中には、宮島夫人、佐々木照山夫人などもありまして、其来る都度毎度々々、何等かの書籍の差入れもあつた様子ですがどういふものか、宗教書類の通俗なものは兎に角。一切の哲学書類の差入を監獄が禁止してゐたやうです」と記している。
獄中から宮本は知人に、以下のような書簡を送っていた。
しかし1917年（大正6年）、宮本は慢性肋膜炎や腹膜炎などの重病を発症。仮出獄を許されて神田区の橋田病院に入院したが、4月26日午前3時に死去した。墓は全生庵の、岡田の隣に建てられた。

### その他共犯
本告辰二はその後支那へ渡り、1916年（大正5年）、満蒙独立を掲げて挙兵した巴布扎布の軍の一員として参戦。8月22日、郭家店における支那兵と蒙軍の激戦の中で、腹部に銃撃を受けて重傷を負い、手当を受けたが死亡した。一言も苦痛を訴えることはなく、手を握った同志に向けて微笑んだとされる。
鬼倉重次郎は1916年（大正5年）1月12日、福田和五郎・下村馬太郎・和田政吉らと共に、首相の大隈重信を爆弾で襲撃する事件を起こした。爆弾は午後11時頃、宮中賜宴の帰途、自動車に乗っている大隈に下村が投げつけたが不発であった。計画者としてこの事件に関わった鬼倉は、1917年（大正6年）12月26日、下村・和田と共に懲役12年が確定した。1966年（昭和41年）の時点では既に死去しており、『小原直回顧録』は「戦後、宗教団体を創め、その教祖となったりしたが、晩年はむしろ悲惨だった」としている。
岩田愛之助は、恩赦を受けて無期懲役から懲役20年に減軽され、のちに13年となり、1925年（大正14年）5月10日に出所した。6月20日には眞繼が主催者となって、岡田・宮本の十三回忌を兼ねた出獄慰安会が全生庵で催された。この慰安会には頭山滿、田中舍身、佐々木照山ら約70名が出席している。1928年（昭和3年）には右翼団体の愛国社を結成したほか、経済専門学校（現・亜細亜大学）を創立。1950年（昭和25年）に死去した。
眞繼義太郎は1920年（大正9年）、事件の回顧録『刺客岡田滿』（大陸出版社）を刊行した。1966年（昭和41年）の時点でも存命で、神田神保町で『仏教新聞』を発行している。また、1963年（昭和38年）9月5日では、全生庵で、阿部政務局長暗殺事件一同の慰霊祭を、自らが中心となって挙行した。

## 影響
鈴木正吾は当時の世間の反応について、「一青年が阿部政務局長を暗殺して自刃した。日本人は此の青年を志士として待ち、甚だしきは青年の模範として推し武士道尚亡びずと雀躍して喜んだ者さへあつた。少くも此青年の暗殺を罪悪なりと考へた人は余り沢山はなかつたであらう」と述べている。
栗原（1966）は、本事件を契機として、その後世論は更に激昂したとし、9月7日に日比谷公園で開催された「対支同志会」主催の国民大会では、中国出兵勧告が決議され、散会後に群衆が外務省に殺到した出来事を紹介している。群衆は外相や次官への面会を要求し、牧野外相の私邸にも興奮した群衆が押し寄せた。
事件が及ぼしたその後の影響について、清原（2003）は「……阿部の死を機にわが国の大陸政策は軍部強硬派に牛耳られ、二十一か条の要求、満蒙独立運動の高揚、やがて満州国建国から日中全面戦争突入と破局の道を突き進んで行くのである」と述べている。孫崎（2015）も同様に、阿部は外務省きっての中国通として、軍部や大陸浪人の領土的野心を否定し、あくまでも日中平和の政策を推し進めていたと指摘し、その阿部が暗殺されたことで、「暴を以て暴に処するは国際の信義に悖る」という阿部の信念は抹殺されてしまったとしている。そして伊藤博文や阿部が暗殺されたのち、右翼・軍部に系譜を持つ「刺した人々の勢力」は、ますます勢力を増していくことになったとしている。
清原（2003）はそのほか、「阿部の暗殺事件は社会に強い衝撃を与えたが、阿部が外務省の幹部であり、当時最大の国際問題であった対清国政策、とりわけ列強にとっては袁世凱の国民党政府を承認するかどうかという問題に直面していた時期だけに、列強にも強いショックを与えた」とし、当時の『ロンドン・タイムズ』の、本事件に言及した社説を紹介している。

### 識者の意見
衆議院議員の福澤桃介は岡田の自刃について、「併しながら彼の死が果して国家の為めであつたか否やといふ事は疑問である、否な彼は阿部氏といふ他人を刺殺した、即ち罪を犯して居る、立派な犯罪者である、斯く他人を傷害して而して自から死するといふ事は常識ある者の執るべき道でない、彼岡田滿は自から国家の為めであると公言して居るが或は全くの発狂者であつたかも知れない」としている。一方で「人間が死を決するといふ事ほど美しいものはない、又死を決するといふ事ほど偉大なものはない、（中略）従容として死を決する、これあるが故に大和魂は美しいものとなり、偉大なものとなつたのである」とし、「然るに現代の青年に果して彼の岡田滿の血が漲つて居るや否や、吾輩はこれを甚だ疑問とせざるを得ない」と述べている。
『医海時報』の「萩すゝき」子は、「岡田滿は馬鹿な乱暴な向ふ見ずな野蛮な行をやつたに相違ないが、其の心事は大に同情し酌むでやる可き点がある。一概に馬鹿とのみ退けるも憐れで、一面から見ると斯る魂性こそ日本人の精華である、此の思想の日本人の頭から去らぬ限りは日本は安泰である、光栄ある二千六百年の歴史が何時迄も続き得るなどゝ言つた新聞もある」と記している。
鈴木大拙は、「刺客と云ふにも色々あるべければ、一概に皆いけないと云ふわけには行かざるべけれど、こんどの刺客事件の如きは、どう見てもこれを弁護すること能はず。予は之を絶対的に否定せんと思ふ。少し意見が違ふと云ふことで、やたらと他人を殺すやうなことでは、とても安心して生きて行くことが出来ぬのみならず、自分の思ふことさへ行ふことが出来ぬやうになるべし」「近日の暗殺事件に関係せる若き人々の中には個人として有望のものもありしに似たり。只感情の興奮する儘に行動することを知りて、大局の事理に達するの智に乏しかりしは遺憾千万なり。此の如くして有望の青年を失ふに至りたること、国家の前途のためにも惜みて余あり」と、全面的に否定している。
川村五峰も同様に、「世に赤穂義士、水戸浪士等の心中に同情するの余り其手段行為までも倫理上称讃すべき事かの如く考へられ、従つて古来の刺客が志士烈士として後世から頗る優遇されて居る者が尠くないやうであるが、飛んでも無い誤謬の見と謂はねばならぬ」「其動機の如何に拘らず、斯る野蕃的行為が大正の新時代首都の中央に於て、教育ある青年に依て行はれたるを深く遺憾とし、世の識者が国民の思想の指導を誤らざらむことを望むものである」としている。
堺利彦は、刺客が現れやすい情勢について論じた上で「扨、斯くの如くして毎度、世に現はれる刺客事件に対し、其の善悪を如何に判ずべきであるか、それはチヨト言ひにくい問題である」「是は時と場合に依つて色々に変る事で、一概に論定する事は迚も出来まい。例へば彼の井伊大老暗殺事件の如きは、現今朝野の有志、挙つて之を称賛して居るでは無いか」と、善悪の判断については意見を留保している。
高島米峰は、「天下国家のために、一身を犠牲にすることを辞せざる底の、快青年が出て来るやうになつたのは、真に慶すべきことである。最近に於ける岡田滿の如き、宮本千代吉の如き、岩田愛公の如き、賞讃すべき価値のあるものである」「愛の恋の、人生の宇宙のと、目ばかり高く、口ばかり大きくて、足も手も一向動かない、軽佻浮薄な現代青年の中にも、こんな落着きのある青年が、一人でも半分でも出て来たといふことは、何だか愉快なやうな気もする」と述べている。一方で「少くとも、岡田滿が、阿部政務局長を刺したといふことは、その志は諒とすべきものがあるとしても、その手段は、全然常規を逸した兇行であると言はねばならない。その人は愛すべしとしても、その罪は徹頭徹尾これを悪まざるを得ない」「しかし、彼が苟くも殺人といふ大罪を犯して、国法の罪人となつた以上、即刻自首して、国法の処罸を受くべきであるのに、事こゝに出でずして、自殺したといふのは、甚だ我儘千万の仕打であるのみならず、国法を無視したるの罪、決して軽くない」と非難してもいる。
北一輝は『支那革命外史』（1921年）で、「政務局長阿部某は神武皇帝の神霊が岡田滿を刑手として行へる死刑なり。神明上に在りて照覧す。而も凡頭俗眼位を占めて自ら賢なりとし、国論却て神の声なるを知らず。（中略）阿部某は天の運らせる東亜復興の計を傷けんとする匹夫。天一匹夫を斬て国民をして終に今日神の声を叫ばしめたり。『討袁革命』是なり」と述べている。